# Caterina Beretta
Caterina Beretta (Milano, 11 novembre 1828 – Milano, 1º giugno 1911) è stata una ballerina italiana.

## Biografia
Figlia di un mimo, fu una delle più importanti ballerine del suo tempo assieme a Claudina Cucchi, Amina Boschetti e Carolina Pochini. Poco bella di viso ma dotata di ottime forme, si contraddistingueva per il suo stile forte e spigliato. Assieme alla rivale Carolina Pochini condivise dal 1854 al 1864 la scena del Teatro alla Scala, teatro della cui scuola era stata allieva. Come prima ballerina apparve in Ileria e in Le due sorelle di Giovanni Battista Viotti, in Rodolfo di Pasquale Borri, nonché nelle opere Il vampiro, Un fallo e La contessa d'Egmont dirette da Giuseppe Rota. Comparve inoltre tra i primi ballerini de La Semiramide del nord di Hyppolite Monplaisir.
Nel 1855 la troviamo all'Opera di Parigi nel Diable à quatre di Joseph Mazilier e nel divertissement de I vespri siciliani di Giuseppe Verdi. Gran parte della sua carriera si svolse in Russia, in particolare al Teatro Mariinskij di San Pietroburgo, dove in seguito divenne insegnante di Anna Pavlova e di Ol'ga Preobraženskaja. Apparve però anche in numerosi teatri italiani, come il San Carlo di Napoli, la Fenice di Venezia  e l'Argentina di Roma. Dal 1902 al 1908 fu direttrice della Scuola di Ballo del Teatro alla Scala.